# Liste des sites Ramsar au Royaume-Uni
Cet article recense les zones humides du Royaume-Uni concernées par la convention de Ramsar.

## Statistiques
La convention de Ramsar est entrée en vigueur en Royaume-Uni le 5 mai 1976.
En janvier 2020, le pays (en incluant les dépendances de la Couronne et les territoires d'outre-mer, qui ne font pas partie du Royaume-Uni proprement dit) compte 175 sites Ramsar, plus que n'importe quel autre pays au monde. Ils couvrent au total une superficie de 12 830,40 km2.

## Liste
Du fait du nombre important de sites Ramsar, la liste est subdivisée :
- Liste des sites Ramsar en Angleterre
- Liste des sites Ramsar en Écosse
- Liste des sites Ramsar en Irlande du Nord
- Liste des sites Ramsar au pays de Galles
- Liste des sites Ramsar des dépendances de la Couronne
- Liste des sites Ramsar des Territoires britanniques d'outre-mer